# Коныртау (гора)
Коныртау — гора, находящаяся между реками Кызылагаш и Биен в северной части Джунгарского Алатау. Возникла в результате тектонических разломов. Абсолютная высота горы составляет 1550 м. Коныртау простирается с запада на восток на 44—45 км и имеет ширину равную 9 км. Северный склон обрывистый. На плоской равнине растут полынь и различные злаки. Каштановые почвы склона горы Коныртау пригодны для посева зерновых культур.